# Dziewczyna żołnierza

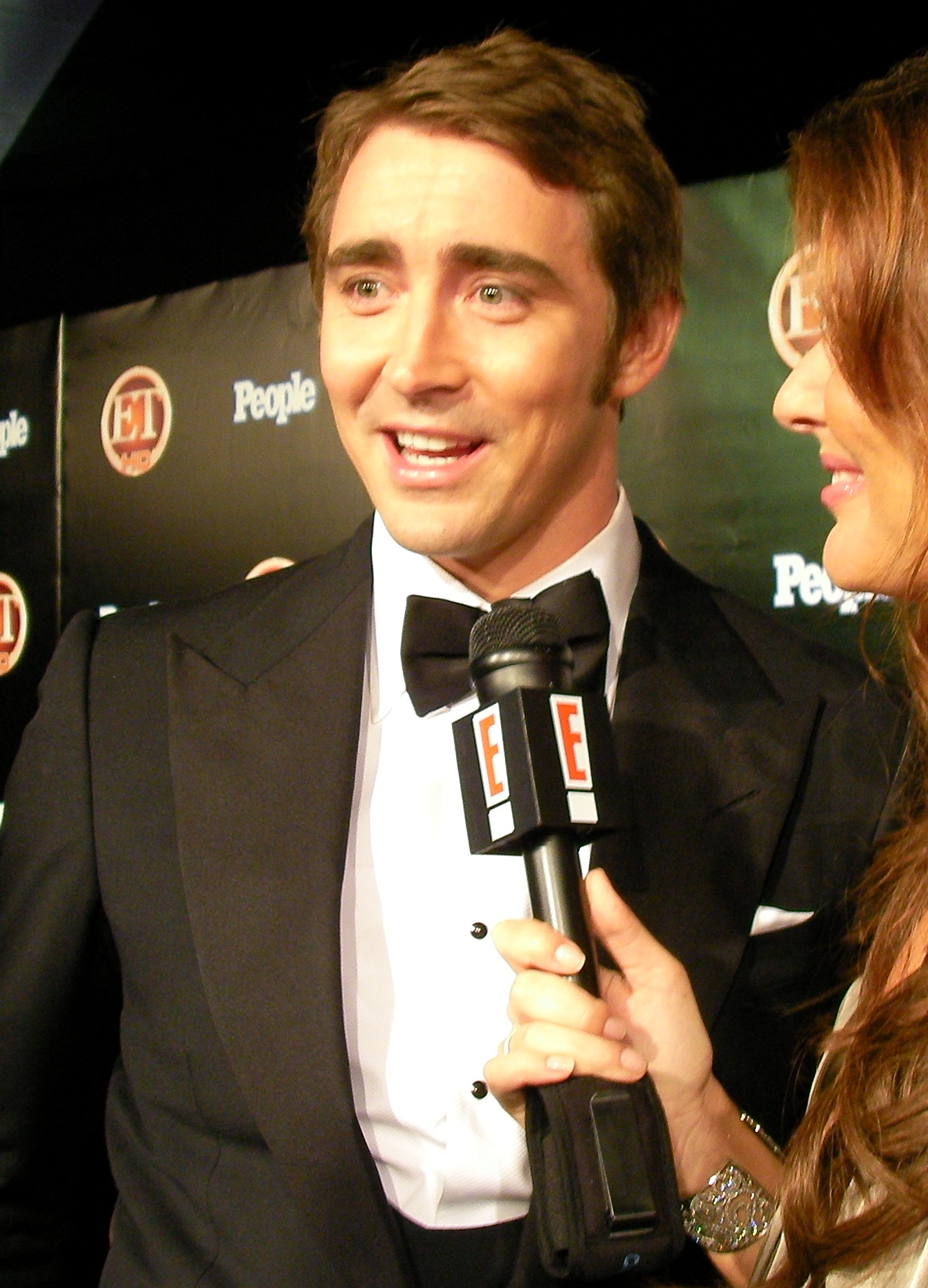
Lee Pace, odtwórca roli Calpernii Adams.

Dziewczyna żołnierza (ang. Soldier's Girl) – amerykański biograficzny dramat telewizyjny, wyemitowany w roku 2003 przez stację Showtime.

## Fabuła
Film rekonstruuje prawdziwą historię, która zdarzyła się w amerykańskiej bazie wojskowej Fort Campbell.
Kentucky. Główny bohater, Barry Winchell, służy w 101. Dywizji Powietrznodesantowej. Pewnego dnia wraz ze swoim współlokatorem, Justinem Fisherem, wybiera się do jednego z klubów w Nashville. Tam poznaje transgenderyczną młodą kobietę, Calpernię – wcześniej chłopaka, imieniem Scottie. Gdy dwójka zaczyna się regularnie spotykać, Fisher zaczyna szerzyć w bazie plotki na temat ich domniemanego związku i orientacji seksualnej Winchella. Barry zostaje oskarżony o naruszenie zasady „don’t ask, don’t tell”; wkrótce staje się ofiarą militarnej kontrowersji. Czwartego lipca, podczas Dnia Niepodległości, żołnierz zostaje zabity przez Calvina Glovera, którego do popełnienia zbrodni namawia Fisher. Fisher zostaje ukazany jako seksualnie zagubiony manipulator, zazdrosny o Barry’ego, Calpernię lub też ich oboje.

## Obsada
- Troy Garity jako Barry Winchell
- Lee Pace jako Calpernia Addams
- Shawn Hatosy jako Justin Fisher
- Andre Braugher jako Carlos Diaz
- Philip Eddolls jako Calvin Glover
- Merwin Mondesir jako Henry Millens
- Dan Petronijevic jako Collin Baker

## Nagrody i nominacje
| Rok  | Nagroda                                    | Kategoria                                                                                         | Wygrana? |
| ---- | ------------------------------------------ | ------------------------------------------------------------------------------------------------- | -------- |
| 2003 | Emmy                                       | najlepsza reżyseria miniserialu lub filmu (Frank Pierson)                                         | Nie      |
| 2003 | Emmy                                       | najlepszy make-up dla miniserialu lub filmu (Raymond Mackintosh i Russell Cate)                   | Nie      |
| 2003 | Gotham Award                               | najbardziej przełomowa rola (Lee Pace)                                                            | Tak      |
| 2004 | GLAAD Media Award                          | najlepszy film telewizyjny lub miniserial                                                         | Nie      |
| 2004 | Złoty Glob                                 | najlepszy miniserial lub telewizyjny film fabularny                                               | Nie      |
| 2004 | Złoty Glob                                 | najlepszy aktor w miniserialu lub telewizyjnym filmie fabularny (Troy Garity)                     | Nie      |
| 2004 | Złoty Glob                                 | najlepszy aktor drugoplanowy w serialu, miniserialu lub telewizyjnym filmie fabularnym (Lee Pace) | Nie      |
| 2004 | Independent Spirit Award                   | najlepszy aktor w roli głównej (Lee Pace)                                                         | Nie      |
| 2004 | Independent Spirit Award                   | najlepszy aktor w roli drugoplanowej (Troy Garity)                                                | Nie      |
| 2004 | Peabody Award                              |                                                                                                   | Tak      |
| 2004 | Satellite Award                            | najlepszy telewizyjny film fabularny                                                              | Nie      |
| 2004 | Satellite Award                            | najlepszy aktor w miniserialu lub filmie telewizyjnym (Troy Garity)                               | Nie      |
| 2004 | Satellite Award                            | najlepszy aktor w miniserialu lub filmie telewizyjnym (Lee Pace)                                  | Nie      |
| 2004 | Satellite Award                            | najlepszy aktor drugoplanowy w serialu, miniserialu lub filmie telewizyjnym (Shawn Hatosy)        | Nie      |
| 2004 | Television Critics Association Award (TCA) | najlepszy film lub miniserial                                                                     | Nie      |

Przez Amerykański Instytut Filmowy (ang. American Film Institute) film został również okrzyknięty jednym z dziesięciu najlepszych projektów telewizyjnych roku 2003.